# Gran Premi de l'oest dels Estats Units del 1980
Resultats del Gran Premi de l'oest dels Estats Units de Fórmula 1 de la temporada 1980, disputat al circuit de Long Beach, el 30 de març del 1980.

## Resultats
| Pos | No | Pilot                 | Equip             | Voltes | Temps/ Retirada  | Pos. de sortida | Punts |
| --- | -- | --------------------- | ----------------- | ------ | ---------------- | --------------- | ----- |
| 1   | 5  | Nelson Piquet         | Brabham - Ford    | 80     | 1h 50' 19 .4     | 1               | 9     |
| 2   | 29 | Riccardo Patrese      | Arrows - Ford     | 80     | + 49.212 s       | 8               | 6     |
| 3   | 20 | Emerson Fittipaldi    | Fittipaldi - Ford | 80     | + 1' 18.563 min. | 24              | 4     |
| 4   | 7  | John Watson           | McLaren - Ford    | 79     | + 1 Volta        | 21              | 3     |
| 5   | 1  | Jody Scheckter        | Ferrari           | 79     | + 1 Volta        | 16              | 2     |
| 6   | 25 | Didier Pironi         | Ligier - Ford     | 79     | + 1 Volta        | 9               | 1     |
| 7   | 30 | Jochen Mass           | Arrows - Ford     | 79     | + 1 Volta        | 17              |       |
| 8   | 4  | Derek Daly            | Tyrrell - Ford    | 79     | + 1 Volta        | 14              |       |
| 9   | 16 | René Arnoux           | Renault           | 78     | + 2 Voltes       | 2               |       |
| 10  | 15 | Jean Pierre Jabouille | Renault           | 71     | + 9 Voltes       | 11              |       |
| Ret | 21 | Keke Rosberg          | Fittipaldi - Ford | 58     | Sobreescalfament | 22              |       |
| Ret | 14 | Clay Regazzoni        | Ensign - Ford     | 50     | Accident         | 23              |       |
| Ret | 23 | Bruno Giacomelli      | Alfa Romeo        | 49     | Accident         | 6               |       |
| Ret | 27 | Alan Jones            | Williams - Ford   | 47     | Accident         | 5               |       |
| Ret | 2  | Gilles Villeneuve     | Ferrari           | 46     | Transmissió      | 10              |       |
| Ret | 22 | Patrick Depailler     | Alfa Romeo        | 40     | Suspensions      | 3               |       |
| Ret | 26 | Jacques Laffite       | Ligier - Ford     | 36     | Punxada          | 13              |       |
| Ret | 31 | Eddie Cheever         | Osella - Ford     | 11     | Transmissió      | 19              |       |
| Ret | 28 | Carlos Reutemann      | Williams - Ford   | 3      | Transmissió      | 7               |       |
| Ret | 3  | Jean Pierre Jarier    | Tyrrell - Ford    | 3      | Accident         | 12              |       |
| Ret | 12 | Elio de Angelis       | Lotus - Ford      | 3      | Accident         | 20              |       |
| Ret | 9  | Jan Lammers           | ATS - Ford        | 0      | Transmissió      | 4               |       |
| Ret | 11 | Mario Andretti        | Lotus - Ford      | 0      | Accident         | 15              |       |
| Ret | 6  | Ricardo Zunino        | Brabham - Ford    | 0      | Accident         | 18              |       |
| NVQ | 18 | Dave Kennedy          | Shadow - Ford     |        |                  |                 |       |
| NVQ | 17 | Geoff Lees            | Shadow - Ford     |        |                  |                 |       |
| NVQ | 8  | Stephen South         | McLaren - Ford    |        |                  |                 |       |

## Altres
- Pole: Nelson Piquet 1' 17. 694

- Volta ràpida: Nelson Piquet 1' 19. 830 (a la volta 38)